# 罗韦洛波罗
罗韦洛波罗（義大利語：Rovello Porro），是意大利科莫省的一个市镇。总面积5.8平方公里，人口6065人，人口密度1045.7人/平方公里（2009年）。ISTAT代码为013202。